# Grönskär
Grönskär, toponyme suédois signifiant littéralement en français « Le récif vert », est une île de Suède située en mer Baltique, dans l'archipel de Stockholm.

## Géographie
Grönskär est située dans le centre-ouest de la mer Baltique, au large de la Suède continentale et de sa capitale Stockholm. Elle fait partie de l'archipel de Stockholm qui comportent des milliers d'îles, d'îlots et de récifs dont de nombreux entourent Grönskär.
De forme arrondie et mesurant un hectare de superficie, sa végétation rase et éparse est essentiellement composé d'herbes rampantes mais aussi de quelques arbres et arbustes poussant dans les anfractuosités de la roche qui forme le sol de l'île. Elle abrite un phare construit en 1770.

## Histoire
L'île est utilisée comme base arrière pour la pêche à partir du XVIe siècle mais cette activité est secondaire face à celle du phare. La première structure connue d'un phare sur Grönskär date du XVIIe siècle. Il s'agit d'un bûcher entretenu par trois familles qui vivent à l'année sur l'île. L'augmentation du trafic maritime nécessite la construction d'un véritable phare en 1770. Il fait l'objet de plusieurs modifications et modernisations ; arrêté en 1961, il est rallumé en 2000.
L'île entière est la propriété de la fondation suédoise « Skärgårdsstiftelsen » (en français : « la fondation de l'archipel »). La fondation est également propriétaire du phare depuis 1984.

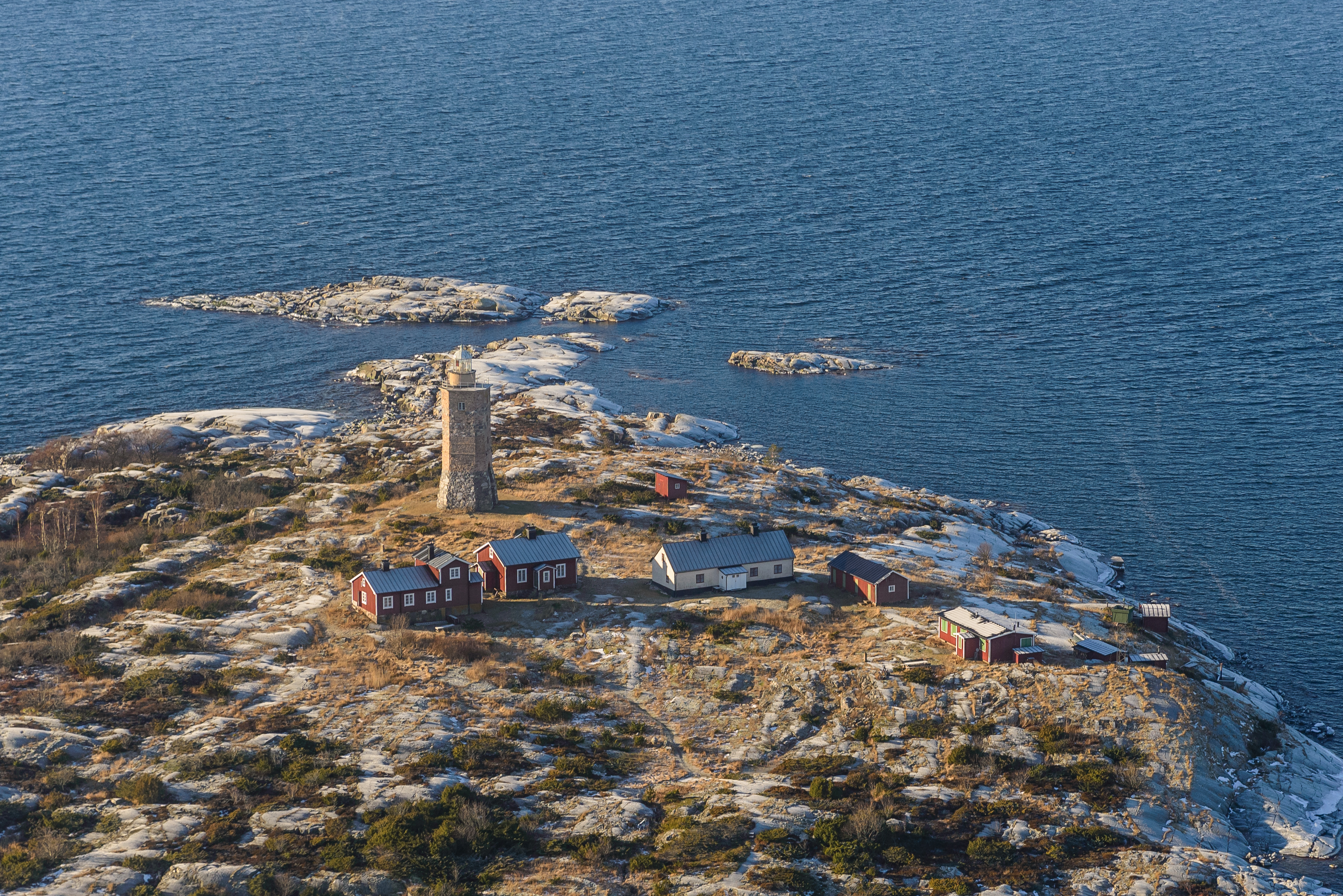
Vue du phare de Grönskär.

## Galerie

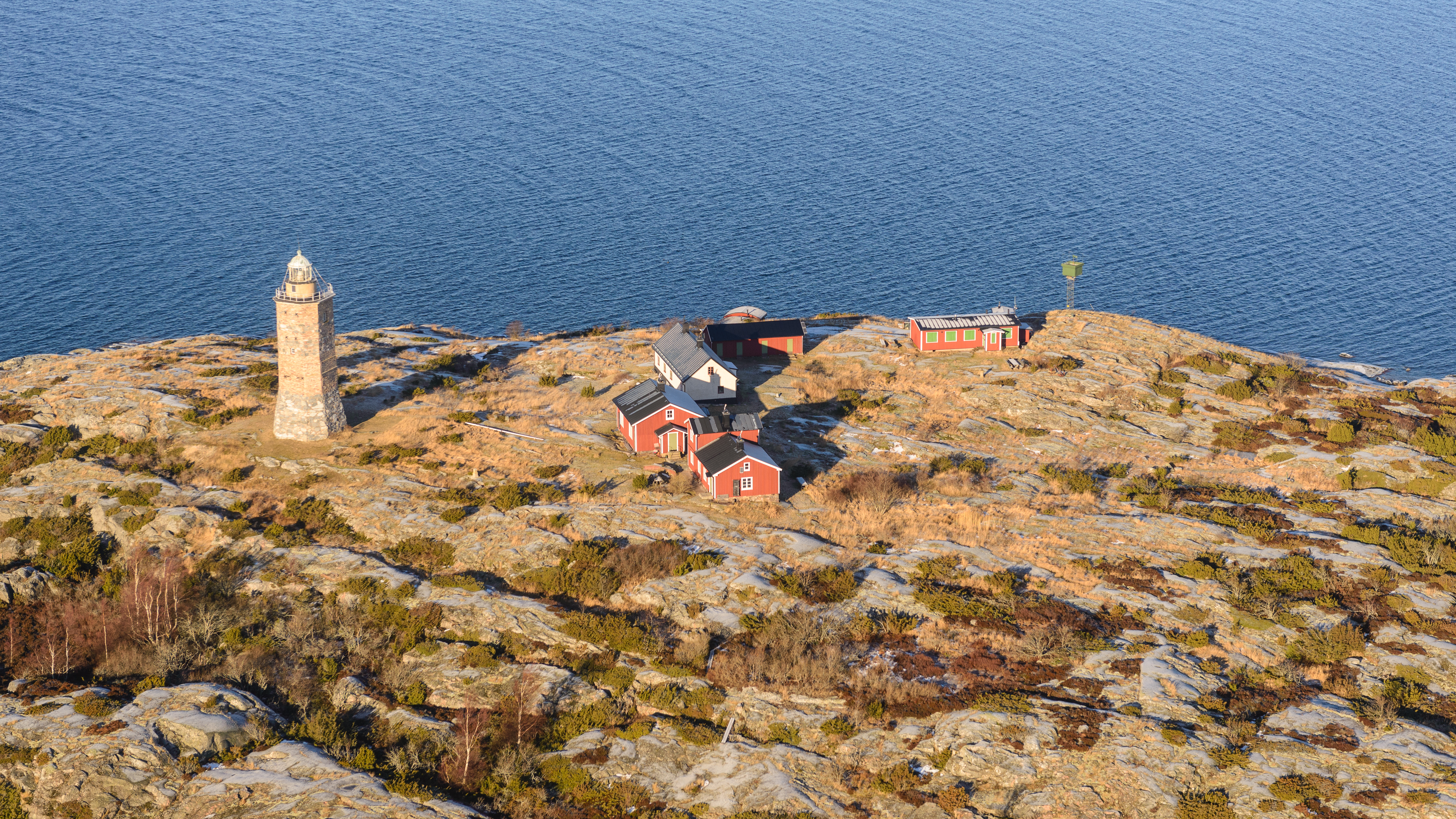
Grönskär 2013.
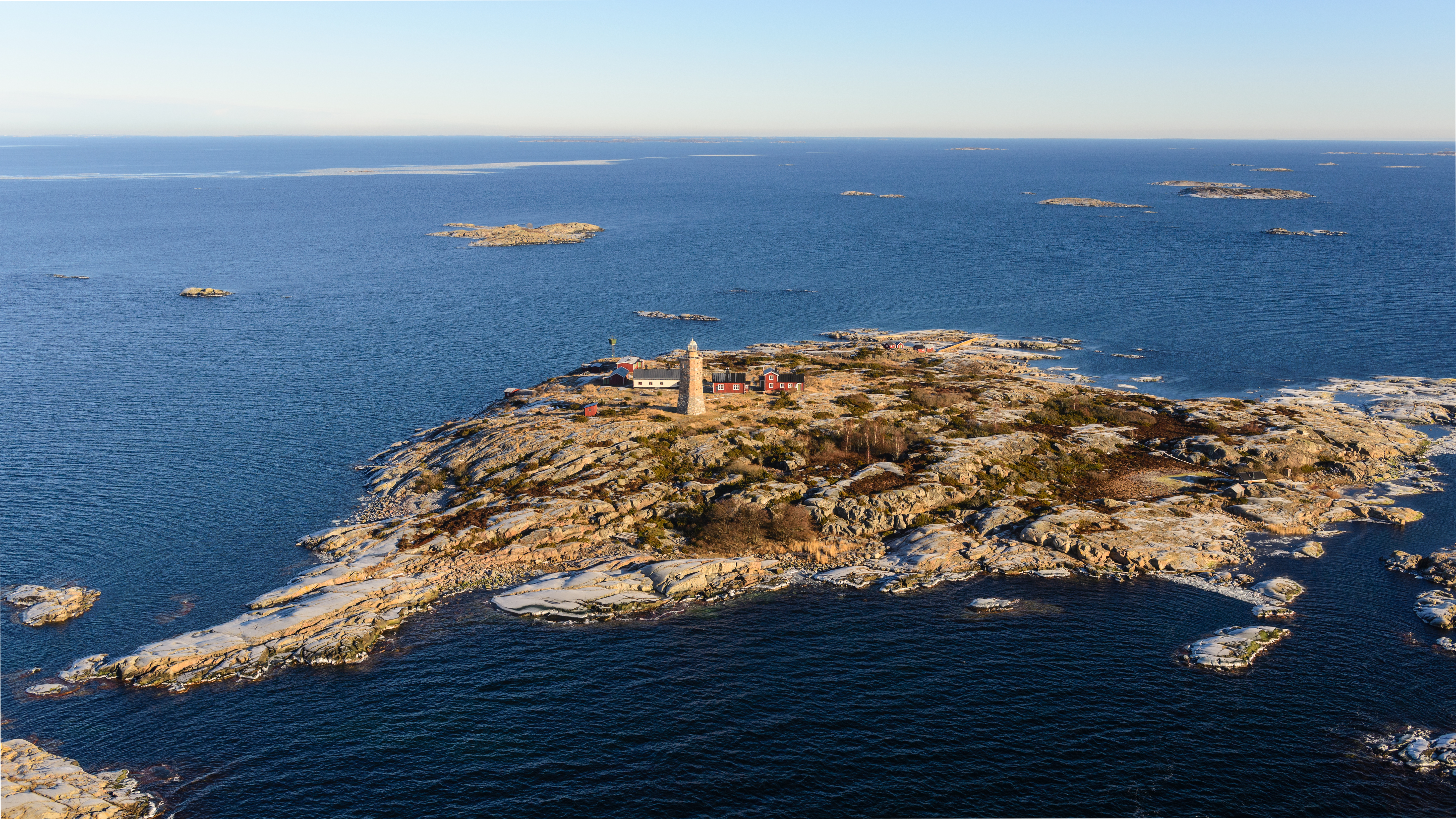
Grönskär 2013.
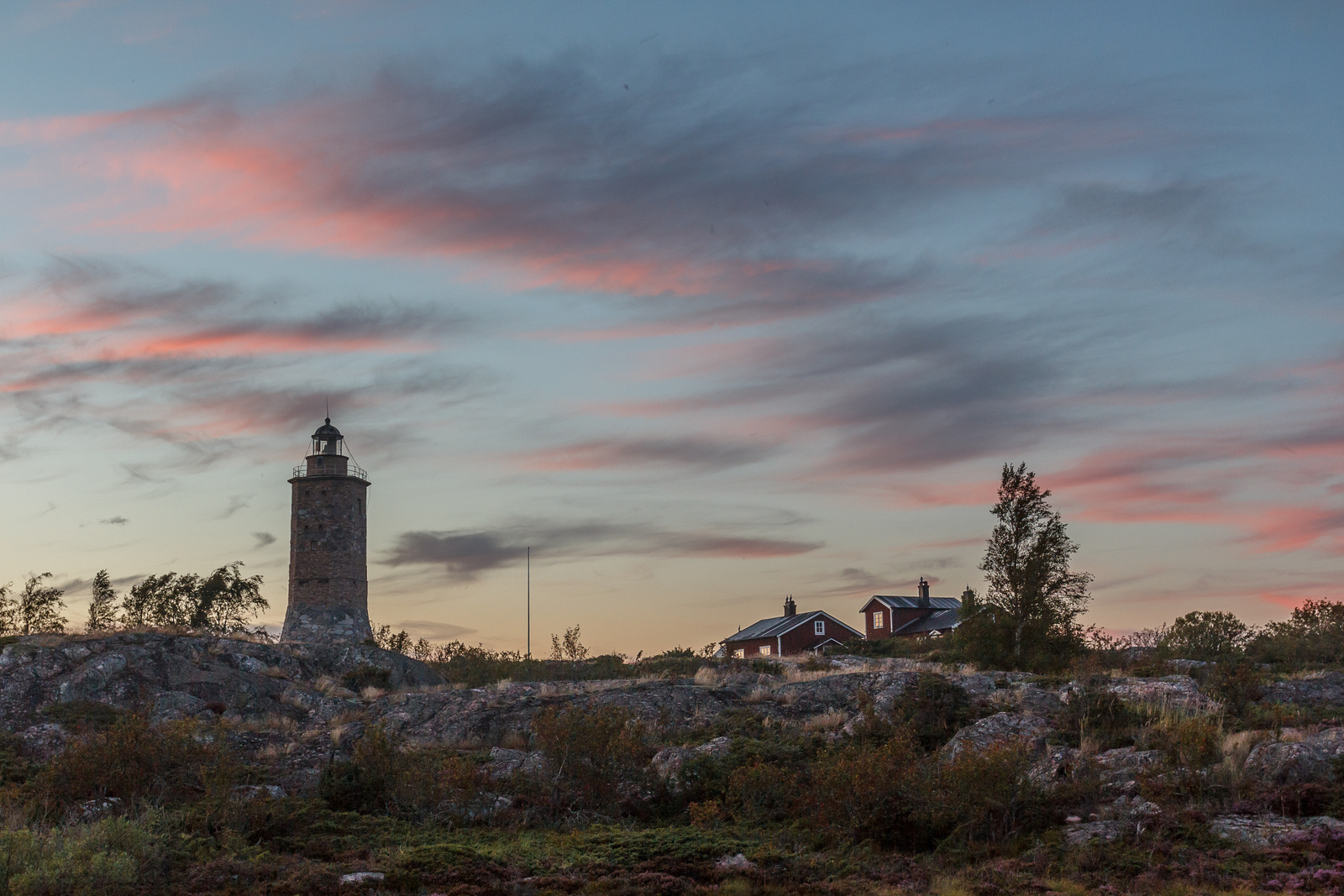
Grönskär 2014

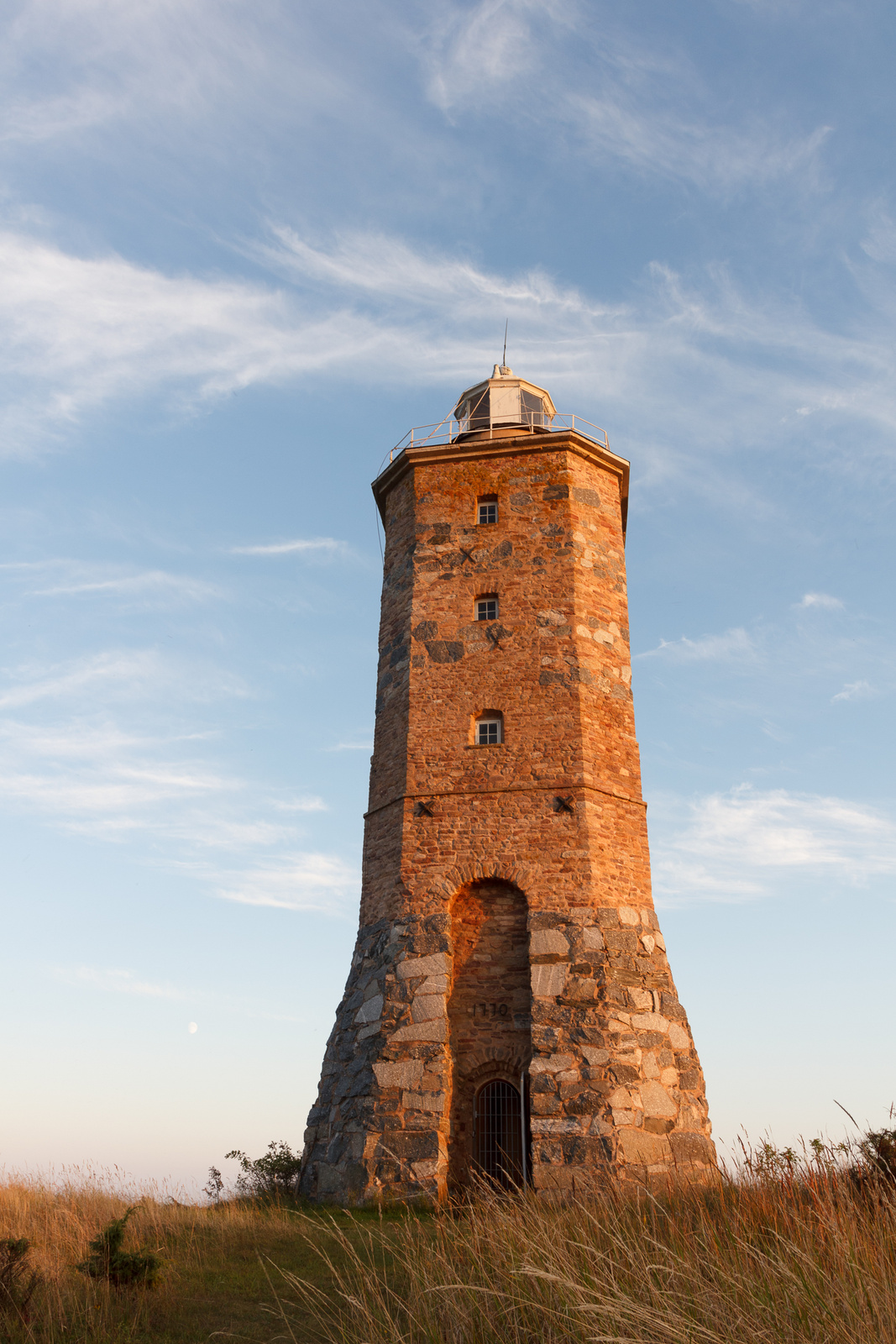
Grönskärs 2014
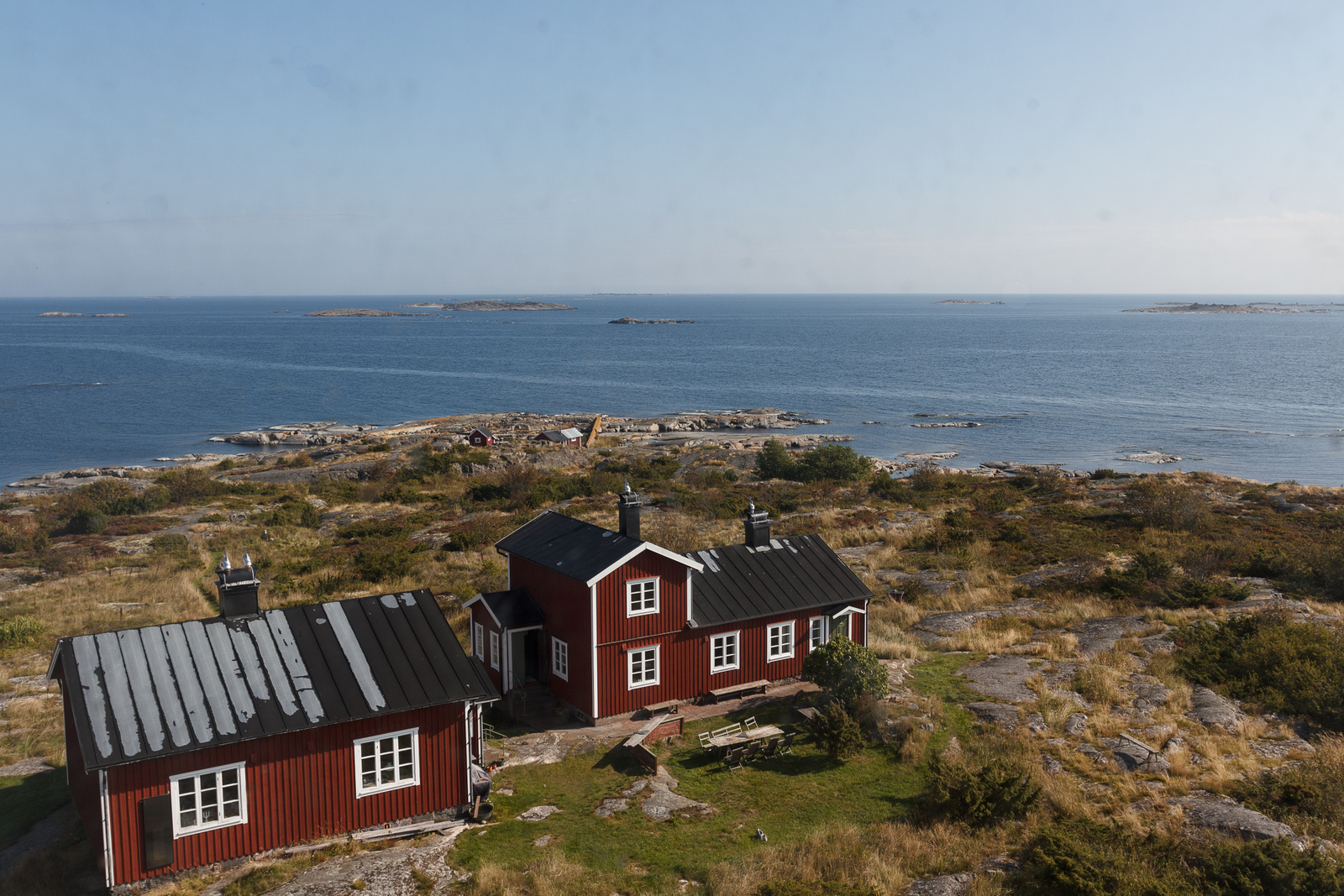
L'ancienne résidence du gardien de phare 2014
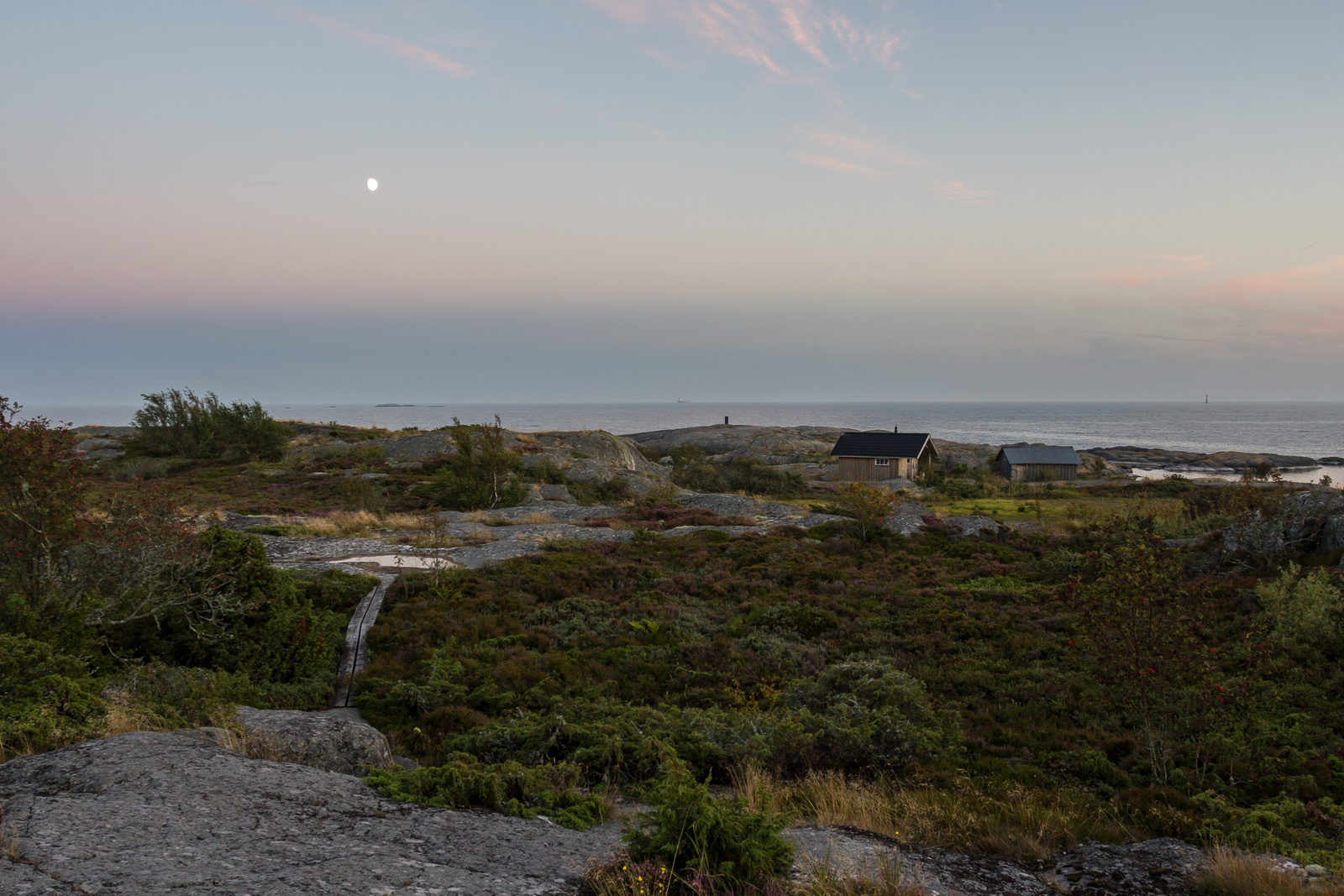
Grönskär 2014